# Auró blanc
L'auró arrugat, arrugat o auró blanc, (Acer campestre) és una espècie d'arbre caducifoli del gènere Acer que arriba a fer uns 8-10 metres d'alçada. També pot rebre els noms de arracader, auró, auró de fulla estreta, auró de muntanya, auroner, blada, grevoler o hereu.

## Descripció
La seva capçada és densa i arrodonida, amb les branques joves recobertes de suro irregular i rebregat. Té l'escorça clivellada longitudinalment, formant plaques ròmbiques i de color castany grisenc.
L'auró blanc floreix al mes de maig i fructifica entre el setembre i l'octubre.
Les fulles estan en parells oposats, de 5 a 16 cm de llarg (inclòs el pecíol de 3 a 9 cm) i de 5 a 10 cm d'ample, amb cinc roms, lòbuls arrodonits amb un marge llis i son palmades. Generalment monoiques, les flors es produeixen a la primavera al mateix temps que les fulles s'obren, de color groc verdós, en raïms erectes de 4 a 6 cm d'ample i són pol·linitzades per insectes, el revers de la fulla és lluent. A la tardor, les fulles es tornen grogues abans de caure..
El fruit és una sàmara amb dues alasaquenios alineats a 180 °, cada aquenio mesura de 8 a 10 mm d'ample, pla, amb una ala de 2 cm .

## Ecologia
L'auró de camp és una espècie intermèdia en la successió ecològica d'àrees pertorbades; en general, no es troba entre els primers arbres a colonitzar una àrea recentment pertorbada, sinó que se sembra sota la vegetació existent. És molt tolerant a l'ombra durant les etapes inicials de la seva vida, però té majors requeriments de llum durant els seus anys de producció de llavors. Inicialment mostra un creixement ràpid, però eventualment és superat i reemplaçat per altres arbres a mesura que el bosc madura. Es troba més comunament en sòls neutres a alcalins, però més rarament en sòls àcids.
Les malalties inclouen el fong de la taca foliar Didymosporina aceris, el míldiu Uncinula bicornis, el xancre Nectria galligena i el pansiment per verticillium Verticillium alboatrum. Les fulles també són danyades a vegades pels àcars de les gales del gènere Aceria i el pugó Periphyllus villosus.

## Cultiu
L'auró de camp es conrea àmpliament com a arbre ornamental en parcs i grans jardins. La fusta és blanca, dura i forta, i s'utilitza per a mobles, pisos, tornejat de fusta i instruments musicals, encara que la petita grandària de l'arbre i el seu creixement relativament lent el converteixen en una fusta sense importància. Té una qualificació OPALS de 7.
Es naturalitza localment en parts dels Estats Units i més rarament a Nova Zelanda. L'auró híbrid Acer × zoeschense té a A.campestre com un dels seus pares.
L'arbre ha guanyat el Premi al Mèrit del Jardí de la Royal Horticultural Society .

## Hàbitat
És natiu de gran part d'Europa continental, Gran Bretanya, el sud-oest d'Àsia des de Turquia fins al Caucas i el nord d'Àfrica a les muntanyes de l'Atles. S'ha plantat àmpliament i s'ha introduït fora de la seva àrea de distribució nativa a Europa i àrees dels EUA i Austràlia Occidental amb clima adequat. Es troba a la muntanya mitjana, als boscs caducifolis. Es distribueix per la regió mediterrània, als Països Catalans es troba per tot arreu a excepció de les Illes Balears. A Catalunya creix entre els 0 i els 1.500 metres d'altitud.

## Noms catalans
Rep també el nom d'auró, arrugat, ruat, arracader, orió i oró.

## Galeria

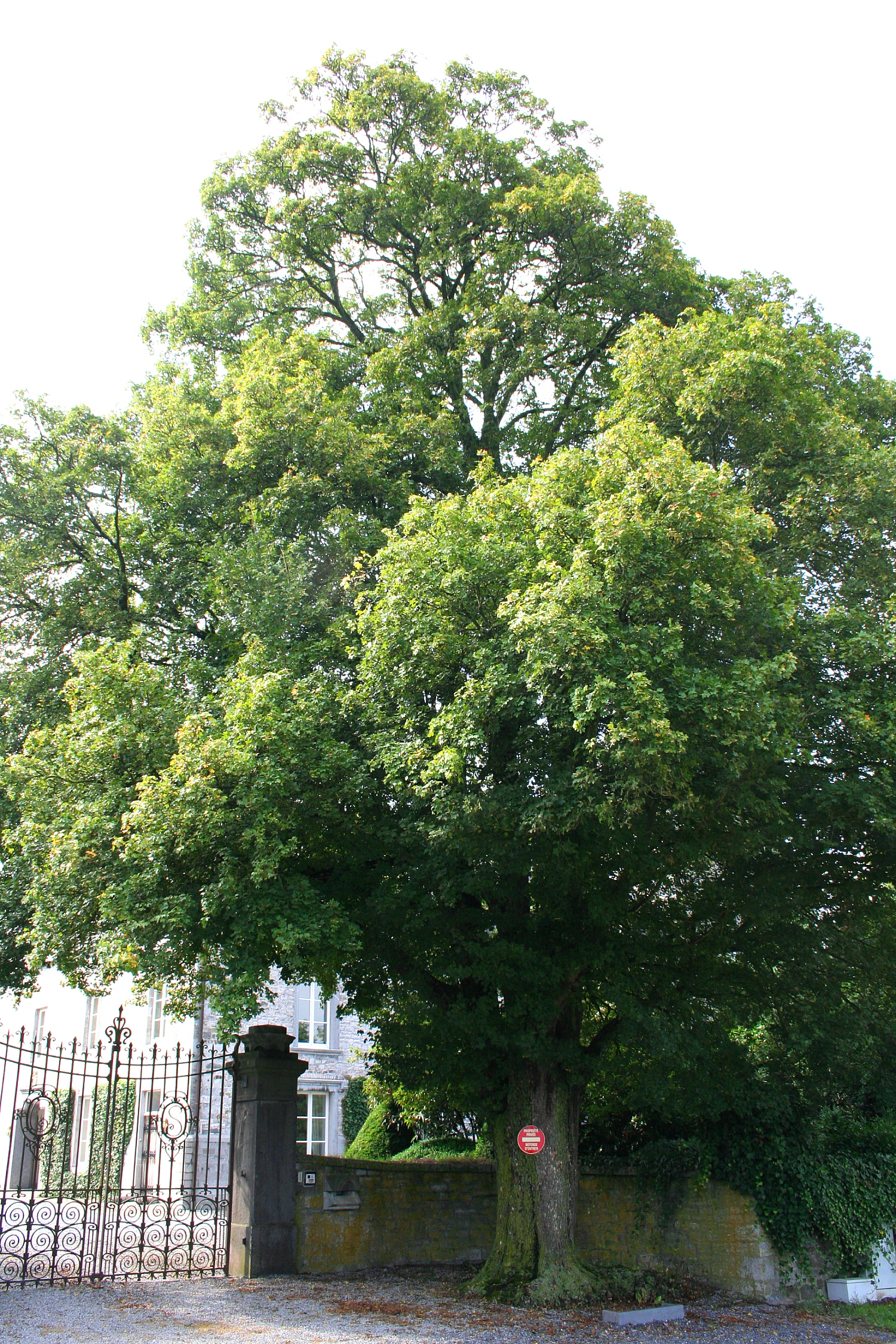
Vista general de l'arbre
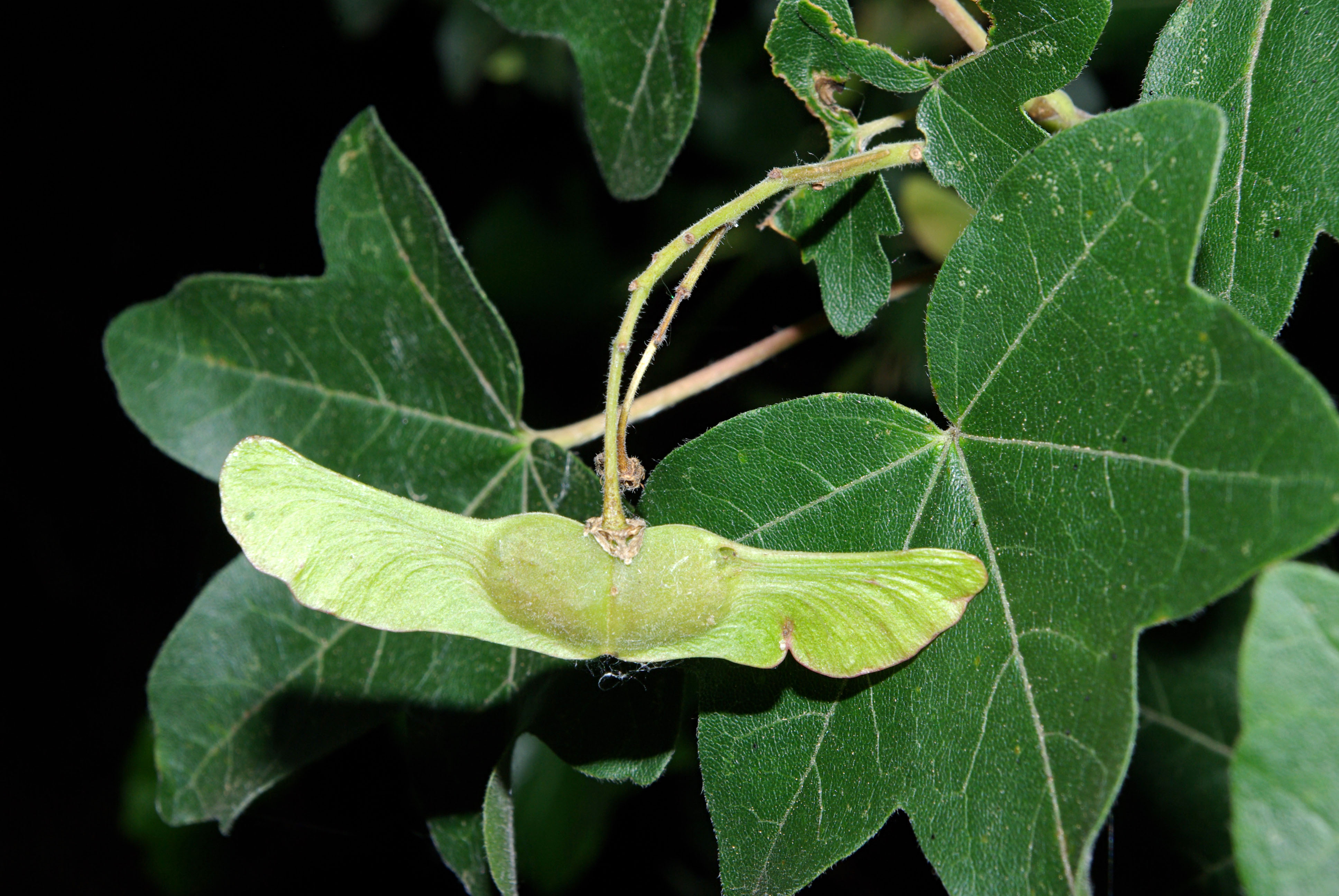
Les disàmeres oposades tenen una llavor aplanada
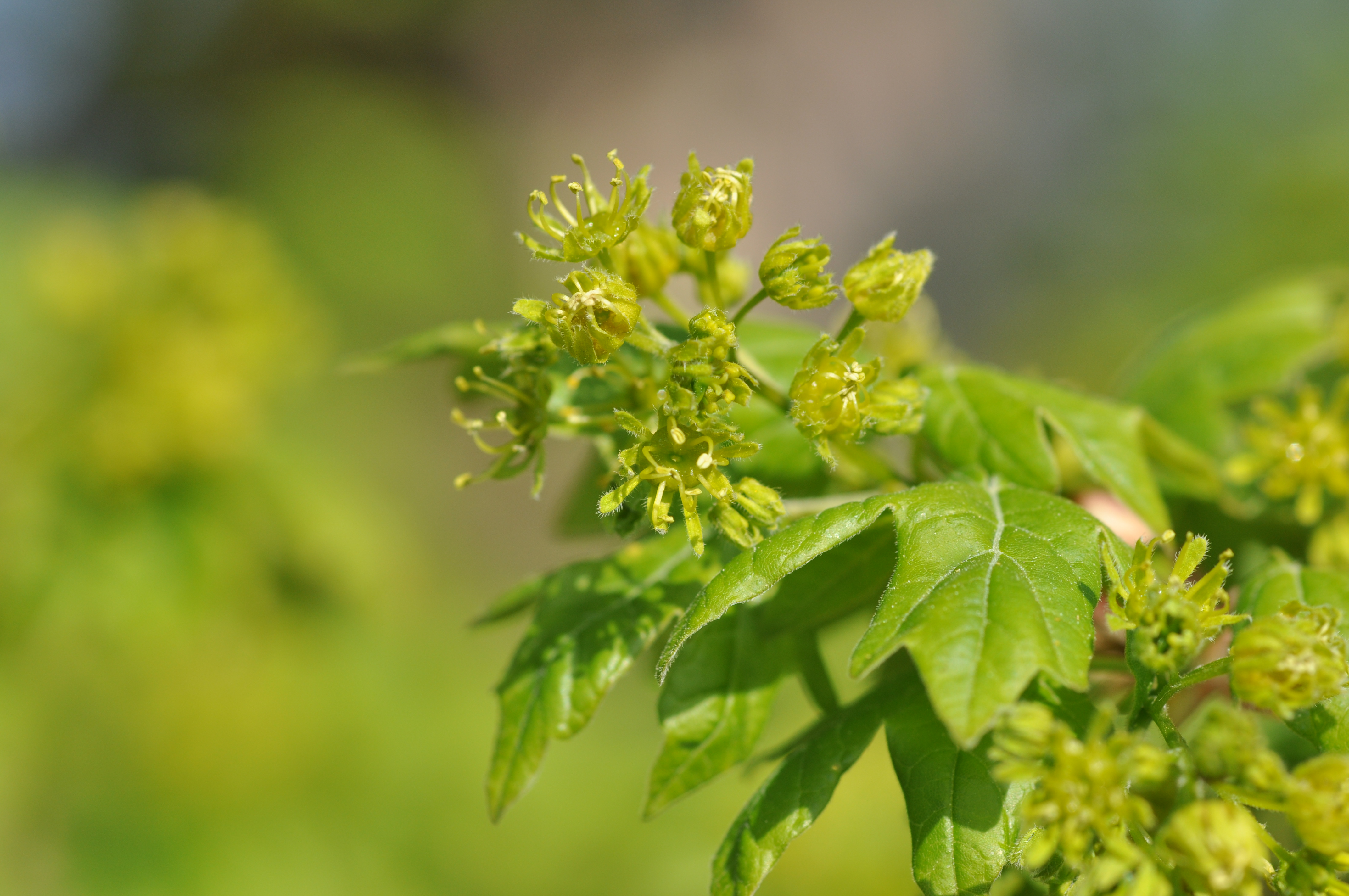
Les flors d'Acer campestre surten a la primavera abans que les fulles i són de color verd groguenc
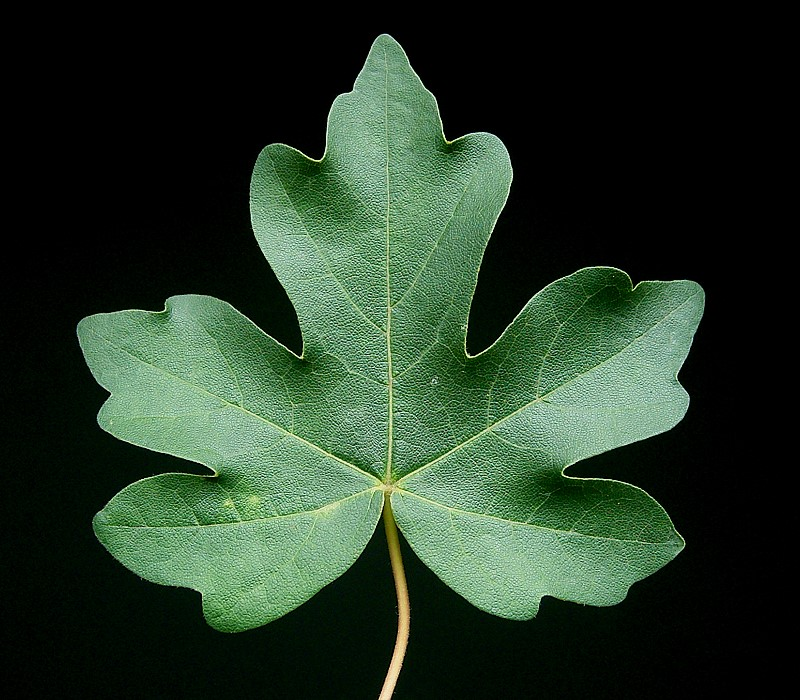
Les fulles d'Acer campestre són de color verd fosc amb 5 puntes
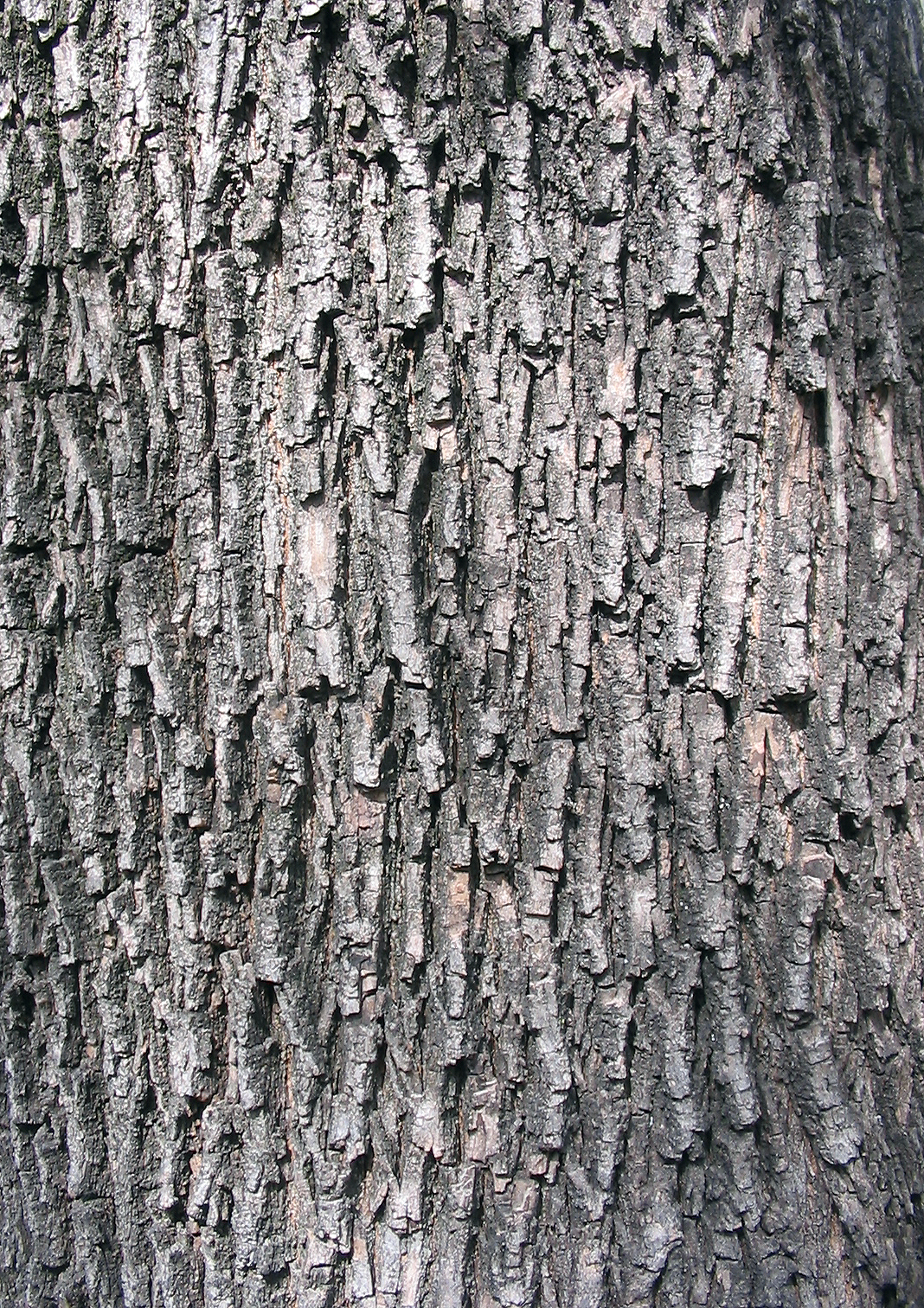
L'escorça és de color castany grisenc
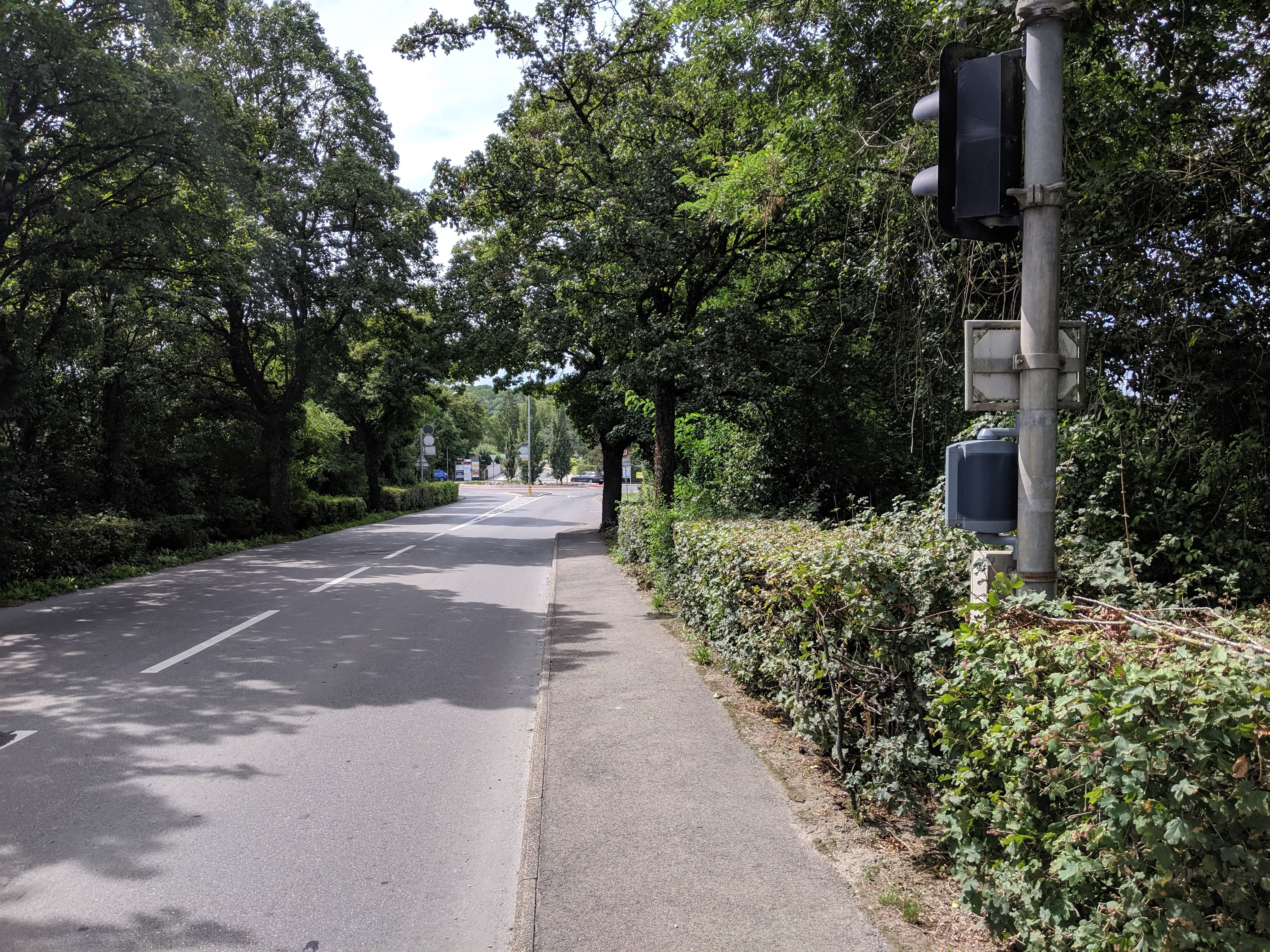
A la dreta de la fotografia, aurons blancs tallats en forma arbustiva, a Ginebra